# Tomáš Kořének
Tomáš Kořének (* 9. ledna 1971) je český hudební skladatel a herec. Je autorem scénické hudby k divadelním inscenacím pro divadlo ABC, Ty-já-tr nebo sdružení CD 2002.

## Filmografie

### TV seriály
- 2011 Vyprávěj
- 2012 Ach, ty vraždy!
- 2019 Specialisté